# Mariä Mutterschaft (Rothenstadt)

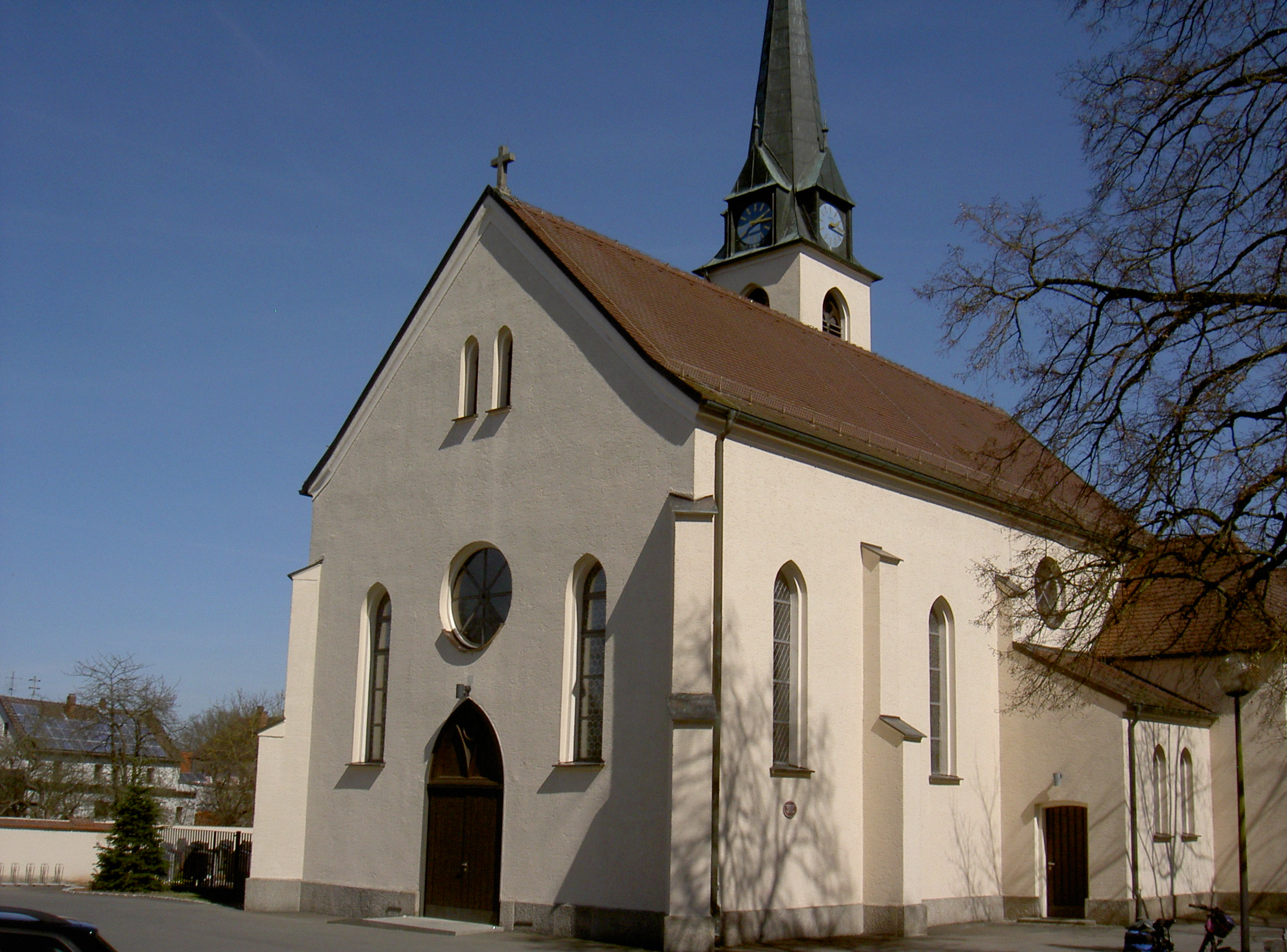
Mariä Mutterschaft (Rothenstadt)

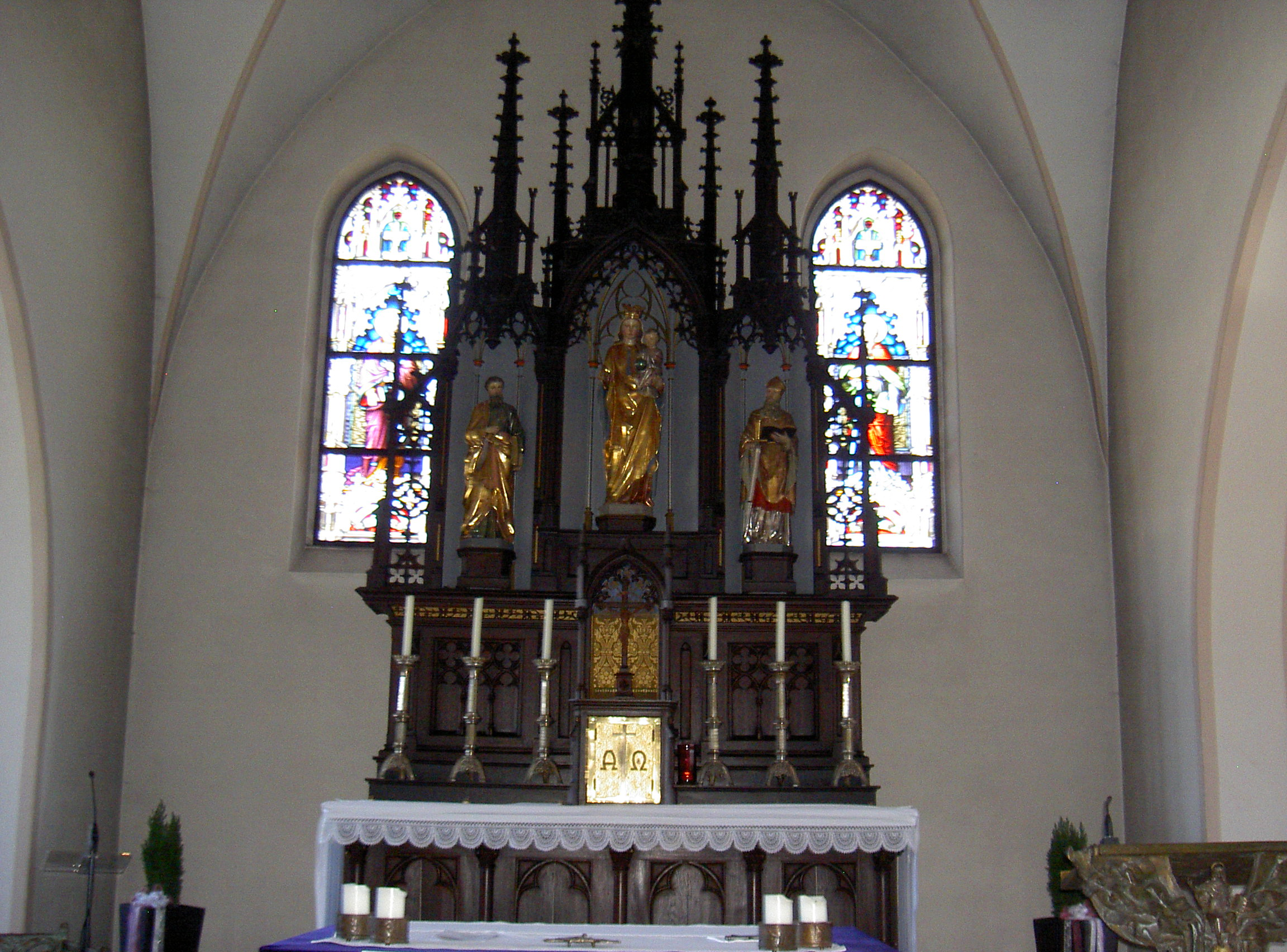
Hauptaltar

Die römisch-katholische, denkmalgeschützte Pfarrkirche Mariä Mutterschaft steht in Rothenstadt, einem Gemeindeteil der Stadt Weiden in der Oberpfalz. Sie gehört zum Bistum Regensburg. Das Bauwerk ist unter der Denkmalnummer D-3-63-000-168 als Baudenkmal in die Bayerische Denkmalliste eingetragen.

## Beschreibung
Die neugotische Saalkirche wurde 1894 erbaut. Sie besteht aus einem Langhaus, das von gestuften Strebepfeilern gestützt wird und mit einem Satteldach bedeckt ist, einem eingezogenen, gerade geschlossenen Chor im Osten und einem Kirchturm zwischen der Kapelle an der Nordwand des Langhauses und der Kapelle an der Nordwand des Chors. Das oberste Geschoss des Kirchturms enthält den Glockenstuhl. Darauf sitzt ein spitzer Helm mit der Turmuhr.
Die Kirchenausstattung ist neugotisch. Die Orgel wurde 2013 von der Firma Orgelbau Mühleisen errichtet.